# 白刺樹
白刺樹（學名：Senegalia polyacantha），又稱多刺金合歡，是豆科兒茶屬的落葉喬木，原產自非洲、印度、印度洋及亞洲，但亦被引入至加勒比地區。

## 用途

### 驅獸
它的根部有很強烈的氣味，可以用來趕走蛇、鼠甚至鱷魚。

### 樹膠
它的樹膠可用於製造糖果。

### 藥用
它的根與樹皮有藥用價值。它的根提取物適用於蛇咬傷，並可舒緩兒童皮膚在晚上的痕癢感。根還可用於治療淋病、性病、痢疾以及腸胃炎。

### 鞣製
它的樹皮對於鞣製很有用。

### 木材
它的樹幹可作木材之用。

## 外部連結
- 白刺树 大众本草
- West African plants（西非植物攝影指南）中有關Acacia polyacantha的資料